# Neuendorf-Sachsenbande
Neuendorf-Sachsenbande er en by og en kommune i det nordlige Tyskland, beliggende i Amt Wilstermarsch i den sydvestlige del af Kreis Steinburg. Kreis Steinburg ligger i den sydvestlige del af delstaten Slesvig-Holsten.

## Geografi
Den  1.931 ha store kommune ligger nordvest for byen Wilster. Vandløbet Wilsterau løber gennem kommunen.
Neuendorf-Sachsenbande er kendt for at have det laveste punkt i Tyskland, som er 3,54 meter under havet overflade.53°57′47.41″N 9°19′3.72″Ø / 53.9631694°N 9.3177000°Ø. (Indtil 1988 regnedes lavningen i det tidligere Freepsumer Meer som det laveste punkt.)